# Erythrina buchii
Erythrina buchii är en ärtväxtart som beskrevs av Ignatz Urban. Erythrina buchii ingår i släktet Erythrina och familjen ärtväxter. Inga underarter finns listade i Catalogue of Life.